# Freddy Eugen
Frederik "Freddy" Eugen, född den 4 februari 1941 i Köpenhamn, död den 8 juni 2018 i Zürich, var en dansk tävlingscyklist som främst nådde framgångar i parlopp på bana, det vill säga madison (ett EM-silver och ett EM-brons) och sexdagarslopp (nio segrar, varav sju med Palle Lykke Jensen som partner).

## Meriter – Bana
| Nedan listas Eugens segrar i sexdagarslopp: 1963/1964 Münsters sexdagars med Palle Lykke Jensen 1965/1966 Montréals sexdagars (sept.) med Leandro Faggin Münsters sexdagars med Palle Lykke Jensen Montréals sexdagars (maj) med Leandro Faggin 1967/1968 Montréals sexdagars (sept.) med Palle Lykke Jensen Londons sexdagars med Palle Lykke Jensen Zürichs sexdagars med Palle Lykke Jensen Amsterdams sexdagars med Palle Lykke Jensen Berlins sexdagars med Palle Lykke Jensen | 1966/1967 3:a i madison med Romain De Loof 1967/1968 2:a i madison med Rolf Roggendorf 1963 Vinnare av etapp 6 i Tour de Suisse |